# Evan Royster
Evan Mathias Royster (Fairfax, 26 novembre 1987) è un giocatore di football americano, di nazionalità statunitense, che ha militato nel ruolo di running back nella National Football League (NFL). Fu scelto nel corso del sesto giro (177º assoluto) del Draft NFL 2011 dai Redskins. Al college ha giocato a football a Penn State dove è il primatista di tutti i tempi per yard corse in carriera.

## Carriera professionistica

### Washington Redskins

#### Stagione 2011
Royster fu scelto nel sesto giro del draft 2011 dai Washington Redskins. Il 3 settembre 2011 fu tagliato dai Redskins ma rifirmò il giorno successivo per far parte della squadra di allenamento. Il 22 novembre 2011, Royster fu promosso nel roster attivo dopo che i Redskins tagliarono Tashard Choice dopo l'infortunio che aveva posto fine alla stagione di Tim Hightower. Nella settimana 12 contro i Seattle Seahawks, Royster fece il suo debutto nella NFL. Royster giocò la sua prima gara da titolare la settimana 16 contro i Minnesota Vikings, correndo ben 132 yard su soli 19 possessi. Nella settimana 17 contro i Philadelphia Eagles, Royster corse altre 113 yard su 20 portate malgrado un infortunio a una costola. Al termine della sua stagione da rookie, Evan corse 328 yard su 56 possessi, al secondo posto nella squadra dietro l'altro rookie Roy Helu, e superando l'iniziale running back titolare, Tim Hightower.

#### Stagione 2012
Nella stagione 2012 Royster fu superato nel ruolo di running back titolare dal rookie Alfred Morris. Nella settimana 9 contro i Carolina Panthers segnò il primo touchdown in carriera. Il secondo lo segnò nella settimana 15 contro i Cleveland Browns. La sua stagione regolare si concluse con 16 presenze (nessuna come titolare), correndo 88 yard e segnando 2 touchdown. Nel primo turno di playoff, perso dai Redskins contro i Seattle Seahawks, Royster segnò un touchdown su ricezione.

## Statistiche
| Partite totali             | 22  |
| Partite totali da titolare | 2   |
| Yard su corsa              | 416 |
| Touchdown su corsa         | 2   |

Statistiche aggiornate alla stagione 2012